# Responsabilità precontrattuale
Responsabilità precontrattuale (o culpa in contrahendo) è l'istituto giuridico che descrivere le tecniche sanzionatorie con cui l'ordinamento tutela gli interessi e le aspettative che sorgono prima che si addivenga al contratto.

## Teoria
La conclusione del contratto può essere preceduta da vincoli di vario tipo e natura incidenti nella formazione del contratto (trattative, puntuazione o minutazione, lettera di intenti…), soprattutto quando le prestazioni non sono già tipizzate. Le trattative, per quanto avanzate, non possono vincolare alla conclusione del contratto né possono vincolare al loro proseguimento. Unica regola sancita è l’obbligo per le parti di comportarsi secondo buona fede e correttezza nello svolgimento delle medesime: le parti devono essere reciprocamente leali e sincere e devono nutrire reale interesse al raggiungimento di un accordo. Devono inoltre scambiarsi informazioni affinché i termini della trattativa risultino trasparenti. 
Ove la lealtà e correttezza vengano meno (la parte vuole solo prendere tempo in attesa di recedere, oppure tace un difetto del bene, non ha reale intenzione di pervenire ad un accordo…) si avrà responsabilità della parte per violazione dell'art 1337 c.c.. 
Nella stessa forma di responsabilità incorre anche colui il quale non dia notizia di una conosciuta o conoscibile causa di invalidità del contratto (1338 c.c.) oppure faccia concludere all'altra parte un contratto sgradito in conseguenza della sua scorrettezza.
Qual è la misura di questa responsabilità? Dottrina e giurisprudenza sono unanimi nel ritenere che vada risarcito il cosiddetto interesse negativo e cioè le spese a vuoto sostenute e il tempo e le occasioni perdute, ma non il profitto che avrebbe potuto ottenere. 
In altre parole si risarciscono i danni subiti per essere entrati in trattativa con la parte inaffidabile (danno da affidamento).

### Rapporto con le altre tipologie di responsabilità
Quanto alla natura di questa responsabilità si discute se trattasi di responsabilità contrattuale, responsabilità extracontrattuale o di un tertium genus. Per la responsabilità contrattuale propendono coloro i quali ritengono che la buona fede gravi sulle parti (le parti esistono solo in quanto soggetti di un contratto), per quella extracontrattuale propendono quelli che ritengono che la buona fede preesista alle trattative e sia un dovere operativo erga omnes, per il tertium genus sono coloro i quali fanno dipendere la responsabilità da un “contatto sociale”. A seconda che si propenda per una soluzione piuttosto che un'altra derivano conseguenze diverse in tema di prescrizione, onere della prova, rilevanza della colpa. La tesi della natura contrattuale appare preferibile sia per i più energici rimedi esperibili sul piano sostanziale e processuale (inoltre, se non è possibile impugnare il contratto per errore o dolo soccorre la responsabilità per violazione della correttezza e della buona fede nella conclusione del contratto). 
In alcuni settori il profilo della responsabilità in contrahendo ha perso rilevanza perché assorbito da altre forme di tutela (clausole vessatorie, 1469 bis c.c. secondo cui esse sono presuntivamente il risultato della violazione di un dovere di correttezza salvo prova contraria; le clausole sono automaticamente inefficaci). 
Si registra ciononostante, il ricorso alle teoriche contrattuali del dolo determinante o incidente.
La teoria maggioritaria propende però per l'inquadramento sub specie extracontrattuale della responsabilità in discorso.
Ciò comporta l'applicazione dei principi generali di cui all'art.2043 c.c., e di un difficoltoso regime probatorio, di minor tutela nei confronti del contraente danneggiato.